# راشد سالم
راشد سالم خميس (مواليد 23 أغسطس 1999) لاعب كرة قدم إماراتي يجيد اللعب كمدافع لعب سابقاً مع نادي حتا الإماراتي .

## روابط خارجية
راشد خميس على موقع Soccerway.com (الإنجليزية)